# Charles Samuel Franklin
Charles Samuel Franklin (Londra, 1879 – Londra, 10 dicembre 1964) è stato un inventore inglese, autore di pubblicazioni noto come C. S. Franklin, è stato un noto pioniere della radio britannico.

## Biografia
Franklin nacque a Londra, era il più giovane di una famiglia di 13 persone e studiò presso il Finsbury Technical College a Finsbury, in Inghilterra, sotto Silvanus P. Thompson. Dopo la laurea nel 1899 si unì alla Marconi Company dove trascorse tutta la sua carriera professionale. Fu inviato dapprima in Sudafrica per fornire attrezzature per la guerra boera, poi trascorse 2 anni in Russia. Dopo il suo ritorno nel Regno Unito, inventò un certo numero di importanti dispositivi radio includucendo il condensatore variabile (brevettato nel 1902), la sintonizzazione raggruppata (1907), l'accoppiamento variabile (1907), il cavo coassiale, e l'oscillatore di Franklin.
Oggi Franklin è ben conosciuto per la sua antenna a fascio, la sua antenna per onde corte . Dalla stazione di Poldhu della compagnia Marconi nel1923 e nel 1924, inviò trasmissioni in onde corte a Guglielmo Marconi sul suo yacht Electra nell'Atlantico del Sud.
Franklin fu attivo anche all'inizio dello sviluppo della televisione.
Nel 1935 gli amministratori affittarono parte dell'Alexandra Palace alla BBC, che la utilizzò come centro di produzione e trasmissione per il loro nuovo Servizio Televisivo BBC. Franklin progettò la sua antenna e le prime trasmissioni pubbliche al mondo di televisione ad alta definizione furono effettuate da questo sito nel 1936.
Franklin ricevette l'IRE Morris N. Liebmann Memorial Award 1922 "per le sue indagini sulla trasmissione e ricezione direzionale delle onde corte". Morì a Buckhurst Hill, all'età di 85 anni.

## Antenna trasmittente ad onde medie ad alta efficienza
Franklin ricevette il brevetto britannico 242342 nel 1924 per "un effetto direzionale pronunciato da parte delle antenne appartenenti al tipo di quelle elettricamente lunghe rispetto alla lunghezza d'onda del segnale".
Fisicamente, l'antenna è così lunga (circa 552,6 metri (1813 piedi) a 540 kHz e circa 186,5 metri (612 piedi) a 1600 kHz) che il suo utilizzo è generalmente limitato alle frequenze di 1400 kHz e superiori, con un esempio a 1500 kHz (KSTP, St. Paul, MN, antenna non direttiva, stazione solo diurna) e due esempi a 1530 kHz (KFBK, Sacramento, CA, antenna direttiva, di giorno e di notte utilizzando parametri differenti il giorno e la notte).
Sotto i 1400 kHz sono state impiegate antenne pseudo-Franklin, tuttavia, sì con buoni risultati, ma neanche lontanamente all'altezza di una vera Franklin.
Una vera Franklin (180 su 180 gradi; 360 gradi, in totale) ha un'efficienza di circa 510 mV/m/kW a 1 km. Una pseudo-Franklin (180 su 120 gradi; 300 gradi, in totale) ha un'efficienza di circa 470 mV/m/kW a 1 km. Un'altra pseudo-Franklin (120 su 120 gradi; 240 gradi, in totale) ha un'efficienza di circa 430 mV/m/kW a 1 km.
Come antenna convenzionale di 225 gradi ha un'efficienza di circa 440 mV/m/kW a 1 km, superiore a quello di uno pseudo-Franklin con 120 su 120 gradi, si potrebbe naturalmente ritenere che un'antenna con 225 gradi sarebbe da preferire, ma questo non è il caso per potenze superiori a circa 5 kW in quanto si verifica un effetto di autocancellazione nella zona periferica di ricezione.
Per 10 kW e oltre, sono ottimali 195 gradi (circa 400 mV/m/kW a 1 km), oppure si può utilizzare una pseudo-Franklin o una Franklin, dove ciascuna di queste evita o riduce significativamente questa autocancellazione.